# Dolina Barossa

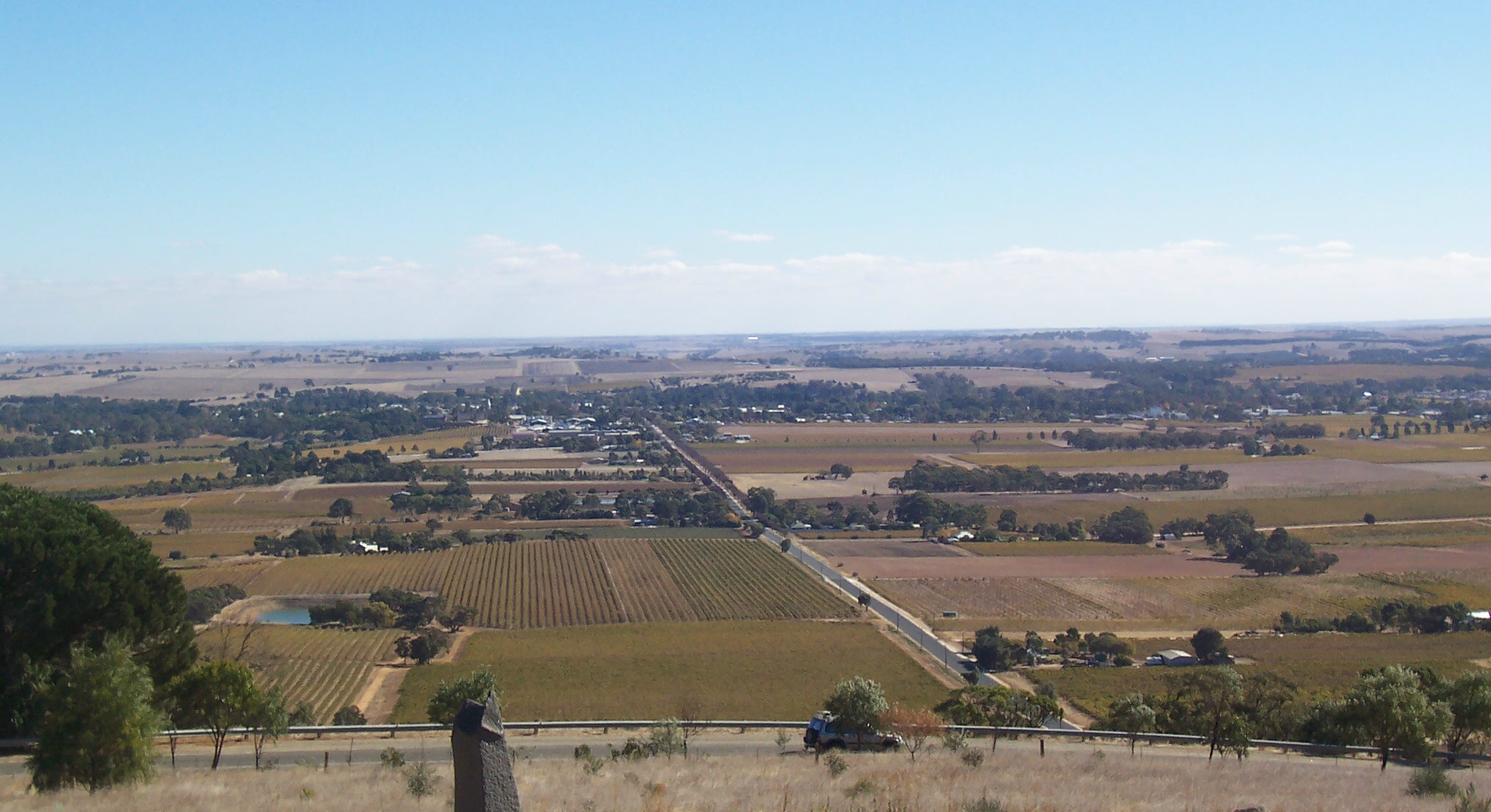

Dolina Barossa (ang. Barossa Valley) – rejon w Australii, w stanie Australia Południowa znany w kraju i na świecie jako obszar produkcji wina na dużą skalę, jak również lokalnie jako atrakcja turystyczna. Barossa Valley znajduje się 60 km od miasta Adelaide. Nazwa Barossa Valley została nadana później, gdy miejsce zostało odkryte i opisane przez pułkownika Williama Lighta w 1837 roku. Light ten nadał nazwę od bitwy pod Barrosą, jednak wskutek pomyłki przy przepisywaniu notatek Lighta doszło do zmiany w nazwie („r” zamiast „rr” i „ss” zamiast „s”). Obszar został po raz pierwszy zasiedlony przez Europejczyków w 1842, kiedy przybyli tam niemieccy i angielscy osadnicy.

## Historia
Największą grupę kolonistów stanowili Niemcy, w znacznej części z terenów Śląska, Brandenburgii i Poznańskiego, którzy zdecydowali się wyemigrować ze swojej ojczyzny z powodu prześladowań religijnych. Bardzo szybko mieszkańcy Doliny Barossa stworzyli własną unikalną kulturę i styl życia, który przetrwał do czasów dzisiejszych. Pierwszym głównym miastem regionu było powstałe w 1842 roku Bethany, wkrótce w okolicy powstały nowe osady – Angaston, Krondorf, Ebenezer, Penrice, Light Pass i Langmeil. To ostatnie miasto zostało założone w 1843 roku przez grupę luteran, którzy przybyli do Adelaide i początkowo osiedli w Klemzig (teraz dzielnica Adelajdy).
Wkrótce w okolice Adelajdy przybyło więcej luteran, którzy stworzyli nowe osady w Tanundzie, Gnadenfrei, Hoffnugsthal, New Mecklenburg, Siegersdorf, Neukirch, Nuriootpa i Seppeltsfield, a w rejonie Barossa pojawiło się wiele charakterystycznych kopuł kościołów luterańskich.
Już w 1843 roku jedna z pierwszych gazet w Adelajdzie opisała niemieckich osadników z rejonu Bethany, chwaląc ich jako bardzo zaradnych, pracowitych, uczciwych i wartościowych kolonistów. Jednak nie tylko Niemcy zamieszkiwali region Barossa, wśród tamtejszych kolonistów było też dużo Anglików, Szkotów i Irlandczyków, którzy reprezentowali wiele różnych wyznań – byli tam anglikanie, metodyści, prezbiterianie i katolicy. Niemniej jednak przez trzy generacje to właśnie Niemcy stanowili większość mieszkańców tego malowniczego regionu i to ich zwyczaje, religia, język, ludowe piosenki i stroje, tradycyjne jedzenie i domy budowane w niemieckim stylu pozostawiły po sobie wiele charakterystyce śladów w tym obszarze. Jeszcze dziś wielu z mieszkańców Barossa wywodzących się od pierwszych osadników przestrzega wielu zwyczajów i kultury ich praojców. Do tej pory przetrwał jeden z najstarszych festiwali w Australii, coroczny Liedertafel odbywający się Tanundzie.
Głównymi inicjatorami powstawania nowych osad byli: szkocki biznesmen George Fife Angas, pastor August Kavel i Johann Menge, którzy sprzedawali jeden akr ziemi za 20 dolarów z 5% odsetkami. Część nowo przybyłych osadników buntowała się jednak na taki stan rzeczy, oferowano im bowiem ziemię bardzo oddaloną od większych miast, a więc także oddaloną od ewentualnych punktów zbytu na ich produkty rolne – w czasie dalekich podróży tłukły się jajka, psuł ser i masło. Ten problem został częściowo rozwiązany, kiedy osada Kapunda, która powstała przy kopalniach, została rozbudowana do rozmiarów małego miasta.
W ciągu dwóch lat po przybyciu do Australii niektórzy niemieccy osadnicy przyjęli brytyjskie obywatelstwo, pierwsza taka ceremonia odbyła się 24 maja 1839 roku. W latach 40. i 50. XIX wieku do Australii Południowej przyjechało jeszcze więcej Niemców uciekających przed ciężkimi warunkami życia w Europie. Język niemiecki, a z czasem dialekt Barossadeutsch pozostał więc głównym językiem Doliny Barossa. W przykościelnych szkołach dzieci i młodzież otrzymywała niemiecką edukację, ucząc się przy tym kultury i dziedzictwa swojego rodzinnego kraju.
W grudniu 1847 roku w Barossa pojawiła się pierwsza niemieckojęzyczna gazeta wydawana w Australii, publikowana przez Johanna Mengego i Carla Kornhardta. Kiedy Menge przestał wydawać gazetę i poczuł „gorączkę złota”, zaczęto wydawać nową gazetę, tym razem w Tanundzie, pod tytułem „Die Australische Deutsche Zeitung”.
Jednym z najsłynniejszych osadników w tym regionie był Joseph Ernst Seppelt, który wyemigrował do Australii ze Śląska w 1850 roku. Urodzony w 1813 roku Joseph przyjechał do Australii ze swoją żoną Charlotte, dwoma synami Benno i Hugo, córką Otylie, 13 innymi rodzinami i grupą młodych mężczyzn, którzy dla niego pracowali. Początkowo osiedlił się w rejonie Klemzig, ale wkrótce przeprowadził się do Seppeltsfield, gdzie zapoczątkował plantacje tytoniu, zboża i winorośli. W połowie 60. zaczął też budowę dużej tłoczni win, po jego śmierci w 1868 roku budowę dokończył jego syn Benno.
Klimat Barossa nadawał się idealnie do produkcji wina i wkrótce w całej okolicy powstało wiele innych winnic założonych przez niemieckie rodziny, większość z nich przetrwała do dziś i produkują one jedne z najlepszych i najsłynniejszych win na świecie – Jacobs, Salters, Gramps, Penfolds, Tolleys.
Historia Barossa to nie tylko historia rolnictwa i wina. Już w 1849 roku znaleziono złoto w okolicach rzeki South Para. Kiedy w 1867 roku znaleziono złoto w pobliżu Spike Gully zjechało się tam ponad 4000 poszukiwaczy. W okolicy powstały aż trzy górnicze miasteczka, z których największe, Barossa, miało pod koniec 1868 roku siedem sklepów kolonialnych, siedem hoteli, a także kilku rzeźników, kowali oraz piekarni i pubów. Do końca wieku wyeksploatowano jednak całe znalezione zasoby złota i większość górników powróciła do domów, a miasteczka, które powstały dla ich potrzeb, straciły rację bytu.
Ci, którzy powrócili do swoich farm w Barossa Valley, oddali się rolnictwu i planacji winorośli i pod koniec lat 90. XIX wieku wina produkowane w tym regionie stanowiły już większość win, które wytwarzano w Australii.